# Cerro Campana
Cerro Campana är en ort i Mexiko.   Den ligger i kommunen Santa María Tepantlali och delstaten Oaxaca, i den sydöstra delen av landet, 400 km sydost om huvudstaden Mexico City. Cerro Campana ligger 1 569 meter över havet och antalet invånare är 273.
Terrängen runt Cerro Campana är kuperad åt sydost, men åt nordväst är den bergig. Terrängen runt Cerro Campana sluttar österut. Runt Cerro Campana är det glesbefolkat, med 10 invånare per kvadratkilometer. Närmaste större samhälle är San Juan Juquila, 5,7 km sydost om Cerro Campana. I omgivningarna runt Cerro Campana växer i huvudsak städsegrön lövskog.